# Lesiandra huertasi
Lesiandra huertasi är en fjärilsart som beskrevs av Antonio Vives 1995. Lesiandra huertasi ingår i släktet Lesiandra och familjen plattmalar. Inga underarter finns listade i Catalogue of Life.